# Mesochra baylyi
Mesochra baylyi är en kräftdjursart som beskrevs av Hamond 1971. Mesochra baylyi ingår i släktet Mesochra och familjen Canthocamptidae. Inga underarter finns listade i Catalogue of Life.